# Latterfugl
Latterfuglen (Dacelo novaeguineae) er en isfugl i underfamilien Halcyoninae. Den er også kendt under sit australske navn kookaburra (det fulde navn på engelsk er laughing kookaburra). Den er en stor isfugl med et hvidligt hoved med en brun øjenstribe. Oversiden er primært mørkebrun, men der er en stribe med lyseblå pletter på vingedækfjerene. Undersiden er cremet hvid og halen har rødbrune og sorte striber. Fjerdragten hos hanner og hunner er ens. Territorialkaldet er en karakteristisk 'latter', som ofte bliver fremført af flere fugle på samme tid.
Latterfuglen er naturligt hjemmehørende i den østlige del af det australske fastland, men den er også indført til dele af New Zealand, Tasmanien og Western Australia. Den findes i eukalyptus-skove, åbne skovområder samt parker og haver i byer. Det er en standfugl, som året rundt forsvarer sit eget territorium. Den er monogam og har den samme partner hele livet. Et ynglepar kan være ledsaget af op til 5 voksne, men ikke ynglende, unger, som hjælper med at forsvare territoriet og opfostre unger. Latterfuglen yngler typisk i træhuller eller udgraver selv redehuller i termitboer i træer. Den lægger 3 hvide æg. Både hannen og hunnen, men også de voksne unger, ruger og fodrer ungerne. Den yngste af de tre unger bliver ofte dræbt af de ældre unger. De flyvefærdige unger bliver fodret i 6 til 10 uger, indtil de selv kan finde føde.
Latterfuglen er en rovfugl, som typisk sidder på en gren til den ser et byttedyr for derefter hurtigt at slå ned på det. Føden er firben, insekter, orme, slange, mus og den er også kendt for at tage guldfisk i havedamme.
Fuglen er almindeligt forekommende, og International Union for Conservation of Nature (IUCN) har klassificeret den som værende ikke truet.

## Taksonomi
Latterfuglen blev første gang beskrevet og illustreret (i sort og hvid) af den franske naturhistoriker og opdagelsesrejsende Pierre Sonnerat i hans bog Voyage à la nouvelle Guinée, som blev udgivet i 1776. Han påstod at have set fuglen i New Guinea. I virkeligheden besøgte Sonnerat aldrig New Guinea og latterfuglen findes heller ikke der. Han har formentligt fået fat på et eksemplar fra en af de naturhistorikere, der sejlede med James Cook til østkysten af Australien. Edme-Louis Daubenton og François-Nicolas Martinet medtog en farveplanche af en latterfugl baseret på Sonnerats eksemplar i deres Planches enluminées d'histoire naturelle. Planchen har den franske titel "Martin-pecheur, de la Nouvelle Guinée" (isfugl fra New Guinea).
I 1783 lavede den franske naturhistoriker Johann Hermann en formel beskrivelse af arten baseret på Daubenton og Martinets farveplanche. Han gav den det videnskabelige navn Alcedo novæ Guineæ. Det nuværende slægtsnavn Dacelo blev introduceret i 1815 af den engelske zoolog William Elford Leach. Navnet er et anagram for Alcedo, det latinske ord for isfugl. Navnet novaeguineae er sammensat af det latinske novus for ny og Guinea, baseret på den fejlagtige opfattelse at eksemplaret kom fra New Guinea. I mange år troede man, den første videnskabelige beskrivelse af fuglen blev udfærdiget af den nederlandske naturhistoriker Pieter Boddaert, og hans navn Dacelo gigas blev brugt i den videnskabelige litteratur. I 1926 fandt den australske ornitologi Gregory Mathews dog ud af, at Hermann havde offentliggjort sin beskrivelse tidligere samme år, 1783, og derfor havde fortrinsret, til trods for det misvisende navn.
I det 19. århundrede var det almindeligt brugte navn i Australien "Laughing Jackass", som første blev brugt i An Account of the English Colony in New South Wales af David Collins, som blev udgivet i 1798. I 1858 brugte ornitologen John Gould navnet "great brown kingfisher", som stammede helt tilbage fra John Latham i 1782. Et andet populært navn var "laughing kingfisher". Latterfuglens navn fra flere forskellige aboriginske sprog blev opgivet af europæiske forfattere som f.eks. Go-gan-ne-gine af Collins i 1798, Cuck'anda af René Lesson i 1828 og Gogera eller Gogobera af George Bennett i 1834. I begyndelsen af det 20. århundrede blev "kookaburra" brugt som et alternativt navn i ornitologiske publikationer, men det var først i 1926 i den anden udgave af Official Checklist of Birds of Australia, at Royal Australasian Ornithologists Union officiel skiftede til "laughing kookaburra". Navnet kommer fra wiradjuri, et truet aboriginsk sprog.
Slægten Dacelo omfatter fire arter. De to arter hvidnæbbet latterfugl og perlehovedet latterfugl findes kun i New Guinea og på øerne i Torresstrædet. Hvidhovedet latterfugl findes i det sydlige New Guinea og nordlige Australien.
Der er to anerkendte underarter af latterfuglen:
- D. n. novaeguineae (Hermann, 1783) – nominatformen, det østlige Australien og indført til Tasmanien, det sydvestlige Australien og New Zealand.
- D. n. minor Robinson, 1900 – Cape York Peninsula mod syd til Cooktown[27][5]

## Beskrivelse
Latterfuglen er den største af alle isfugle. Den er en kraftig fugl med en længde på 41 - 47 cm, stort hoved, markante øjne og et langt, kraftigt næb. Kønnene er næsten ens, men hunnen er normalt større og har mindre blåt mod gumpen end hannen. Hannen vejer 196 - 450 g (307 g i gennemsnit) og hunnen 190 - 465 g (352 g i gennemsnit). Latterfuglen har hvid og cremefarvet krop og hoved med mørk brun øjenstribe og mindre tydelige brune striber på hovedet. Vingerne og ryggen er brune med blå pletter på skuldrene. Halen er rød-orange med mørkebrune striber og hvid spids. Det kraftige næb er sort øverst og benfarvet nederst. Underarten D. n. minor har samme fjerdragt som nominatformen, men er mindre.
Latterfuglen kan adskilles fra den hvidhovedede latterfugl, der er af samme størrelse, på sit mørke øje, mørk øjenstribe, kortere næb og de mindre og mere matte blå områder på vingen og gumpen. Hannen hos den hvidhovede latterfugl har en stribet blå og sort hale.

### Kald
Navnet latterfugl er en reference til fuglens territorialkald, som lyder som en høj, menneskelignede latter. Den kan høres hele dagen, men oftest ved solopgang og solnedgang.
Latterfuglens kald frembringes af et komplekst lydsystem, hvor luft fra lungerne bliver presset ind i bronkierne. Selvom de fysiske forudsætninger for kaldet tidligt er til stede, skal kaldet læres, og forældrefuglene oplærer ungerne, efter de har forladt reden. Den voksne han vil udføre en del af kaldet, som ungerne så prøver at efterligne, som regel uden held. Sanglektionerne strækker sig over et par uger, før ungerne er dygtige nok til at være med i gruppens 'latter'.

## Udbredelse
Latterfuglen er naturligt hjemmehørende i det østlige Australien fra Kap York-halvøen i nord til Cape Otway i syd. Den findes både øst og vest for Great Dividing Range. Mod syd er den udbredt fra Victoria til Yorke Peninsula og Flinders Ranges i South Australia.
Latterfugle fra det østlige Australien blev indført til det sydvestlige Australien allerede i 1883. Den blev observeret mellem Perth og Fremantle i 1896. Foreninger som Animal and Bird Acclimatization committee of WA, der mente man kunne berige naturen ved at indføre arter fra andre dele af verdenen, udsatte hundredvis af fugle mellem 1897 og 1912. I 1912 ynglede latterfuglen i flere områder i det sydvestlige Australien. Den nuværende udbredelse i Western Australia er sydvest for en linje mellem Geraldton på vestkysten og Hopetoun på sydkysten.
I Tasmanien er latterfuglen blevet indført flere steder, første gang i 1906. I dag findes den hovedsageligt nordøst for en linje gennem Huonville, Lake Rowallan, Waratah og Marrawah. Den blev indført til Kangaroo Island i 1926 og Flinders Island omkring 1940, hvor den nu er almindelig.
I 1860'erne arrangerede guvernøren i New Zealand, George Grey, udsættelse af latterfugle på Kawau Island, der ligger i Hauraki Gulf, omkring 40 km nord for Auckland. Man troede, at bestanden var uddød, men i 1916 blev nogle fugle observeret på det nærtliggende fastland. Den yngler nu i et lille område på vestsiden af Hauraki Gulf mellem Leigh og Kumeū.
Latterfuglen foretrækker åben skov. Den er mest almindelig, hvor der kun er lidt underskov, og jorden er dækket med græs. Den findes også nær vådområder, delvis ryddede områder og landbrugsland med træer langs veje og i skel. I byområder findes den i parker og haver. Latterfuglens og den hvidhovede latterfugls udbredelsesområde overlapper i det østlige Queensland fra Cape York Peninsula mod syd til nær Brisbane. Omkring Cooktown er der en tendens til, at latterfugle foretrækker områder nær vand, mens den hvidhovede latterfugl foretrækker mere tørre områder.
Den samlede bestand af latterfugle blev i 1999 anslået til 65 millioner fugle. Tallet i dag kan dog være langt lavere. Ifølge Birdata, som indsamler oplysninger om fugle i Australien, er antallet af observationer af latterfugle faldet 50% fra 2000 til 2019, og i geografiske optællinger i samme periode er observationsraten faldet fra 25% til 15%. Bestanden i New Zealand er relativt lille og er formentligt mindre end 500 individer. Fuglen er dog stadig meget almindelig og regnes for 'ikke truet' af International Union for Conservation of Nature.

## Adfærd
De fleste latterfugle lever i familiegrupper, hvor de voksne unger hjælper forældrene med at finde føde og passe på det næste kuld unger.
Latterfuglen benytter sin 'latter' til at markere sit territorium, men har også to former for flyveopvisninger, som den bruger overfor andre latterfugle: trapezflugt og cirkelflugt. Trapezflugten er når en latterfugl sætter sig på en gren i udkanten af territoriet og derfra flyver til et andet træ og tilbage igen. Her kan den i en dykkende flugt midtvejs blive mødt af en anden fugl fra flokken, som flyver samme tur. Andre fugle i flokken vil bidrage med 'latter'. Opvisningen kan besvares på tilsvarende vis af fugle i naboterritoriet. Der er observeret opvisninger, som har varet op til en halv time på denne måde. Cirkelflugten starter med at en fugl flyver rundt om et naboterritorium. Pludseligt flyver den direkte ind i territoriet og begynder at cirkle over nogen af de latterfugle, der bor i området. Den vil blive mødt med latter-kald eller skræppen alt efter styrkeforholdet mellem de to grupper.
Flyveopvisninger bruges til at kommunikere over længere afstand. På kort afstand bruges andre signaler, når territoriet skal forsvares. Latterfuglen vil indtage en aggressiv positur overfor fremmede fugle, der trænger ind i dens territorium. Den vil sprede vingerne og dreje hovedet fremad, mens den ryster halefjerene. Hvis det ikke er nok, vil den prøve at jage den indtrængende fugl væk før den angriber. Latterfuglen har også en karakteristisk adfærd, når den skal advare de andre fugle i flokken om fare. Den vil åbne sit næb, pjuske hovedfjerene og dreje hovedet mod truslen. Hvis truslen er alvorlig nok, vil den lave høje latter-kald for at advare de andre fugle i flokken.

### Yngleforhold
Latterfuglen yngler i træhuller. Den begynder at lave sin rede i starten af august og lægger æg fra september til november. Hvis det første kuld mislykkes, vil den fortsætte med at yngle i de australske sommermåneder.
Hunnen lægger normalt 3 halvblanke, hvide æg på 36 mm × 45 mm med to dages mellemrum. Både hannen og hunnen såvel som familiegruppens voksne unger ruger på æggene i 24–26 dage. Ungerne er hjælpeløse ved fødslen og flyvefærdige efter 32–40 dage. Hvis der er mangel på mad, vil det tredje æg blive mindre og ungen vil også være mindre. Ungerne har en krog på den øverste del af næbet, som forsvinder når de bliver flyvefærdige. Hvis der er mangel på mad, slås ungerne, og krogen bliver brugt som våben. Den mindste unge kan blive dræbt af sine ældre søskende. Hvis der er rigeligt med mad, vil forældrefuglene bruge mere tid hos ungerne, så de ikke kan slås.

### Føde
Latterfuglen jager ligesom andre isfugle. Den sidder på en gren eller elledning og venter tålmodigt på et byttedyr. Den spiser mus og andre pattedyr af samme størrelse, insekter, regnorme, snegle, krebsdyr, små fisk, øgler, frøer, småfugle og unger samt slanger. Den foretrækker små byttedyr, men den tager nogle gange større dyr som eksempelvis giftslanger, der er længere end den selv. Når den voksne fugl fodrer sin unger, laver den et klukkende kald, som lyder helt anderledes end dens 'latter'.

### Forholdet til mennesker
Latterfuglen er almindelig i forstædernes haver og endda i tættere bebyggede områder. Den kan blive så tam, så man kan håndfodre den og røre ved den. Folk giver dem ofte små stykker råt kød. Det er ikke usædvanligt, at latterfuglen uden varsel kommer flyvende og snupper mad ud af hænderne på mennesker.
Latterfuglen er en almindelig fugl i zoologiske haver.
Fuglen har også sin egen populære australske børnesang "Kookaburra", som blev skrevet af Marion Sinclair i 1934.
Optagelser af lattefugle er i mange år blevet brugt som lydkulisse i Hollywood-film, der foregår i junglen. Første gang var i Tarzan-filmene i 1930'erne og senest i The Lost World: Jurassic Park (1997).